# غضوب متعدد الخطوط
ثعبان غضوب متعدد الخطوط (الاسم العلمي:  Bungarus multicinctus)، والذي يعرف أيضًا باسم ثعبان غضوب التايواني أو ثعبان غضوب الصيني، في اللغة الإنجليزية يسمى Krait (كريت)، هو ثعبان من الأنواع السامة للغاية وينتمي لعائلة العرابيد من جنس غضوب المتواجدة في العديد من المناطق في وسط وجنوب الصين وجنوب شرق آسيا. تم وصف هذا النوع من الأفاعي لأول مرة من قبل العالم إدوارد بليث في عام 1861. هذا النوع من الثعابين له سلالتان معروفتان، سلالة Bungarus multicinctus multicinctus، وسلالة Bungarus multicinctus wanghaotingi. في جميع أنحاء التوزيع الجغرافي لها؛ تقطن ثعابين غضوب متعدد الخطوط مناطق التي تحوي مستنقعات في معظم الأوقات، على الرغم من أنها تتواجد أيضًا في أنواع الموائل الأخرى.

## علم أصول الكلمات
منذ وصف هذه الأنواع من قبل عالم الحيوانات والصيدلي إدوارد بليث في عام 1861، أصبح اسم Bungarus multicinctus التسمية الثنائية لنوعها. الاسم العام لجنس هذه الثعابين، Bungarus، هو التحويل اللغوي باللاتينية لكلمة baṅgāru من اللغة التيلوغوية، والتي تعني بالإنجليزية «كريت=krait» وبالعربية «غضوب أو بنغاز». يتم اشتقاق اسم multicinctus من كلمة multi في اللغة اللاتينية، والتي تعني «كثير، متعدد»، وأصل كلمة cinctus هو لاتيني، وهي تتبع لـ cingere، «لتطويق أو لتحويط» - كما هو الحال في «الحلقة» (أي الخطوط السوداء على هذه الثعابين التي تمتد بشكل حلقي). الاسم الكامل للأنواع (Bungarus multicinctus) يعني حرفيًا «كريت متعدد الحلقات (الخطوط التي تخططه)». الاسم الشائع "krait" هو من اللغة الهندية (करैत karait)، والتي ربما مشتقة بالاصل من الكلمة السنسكريتية (काल kāla)، والتي تعني «الأسود».

## التصنيف والتطور

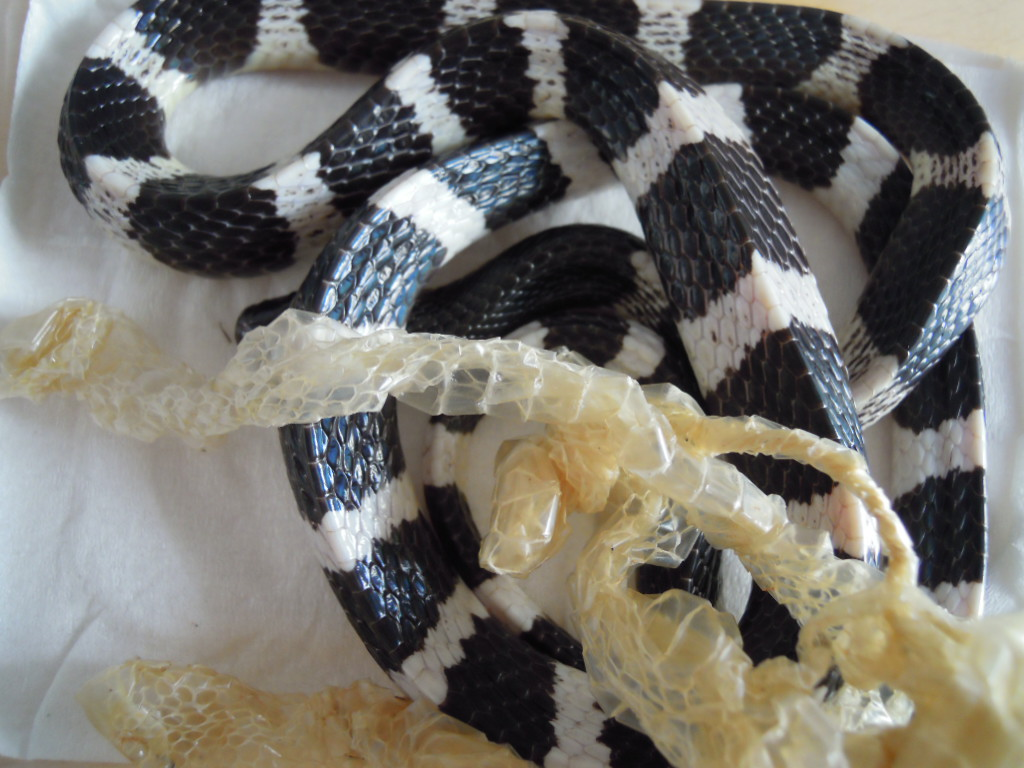
عينة من هذا الثعبان بعد طرحه للجلد

ينتمي جنس الغضوب، المعروف بهذا الاسم بشكل شائع، إلى عائلة العرابيد والجنس Bungarus (غضوب أو بنغاز). الجنس هذا مستوطن في قارة آسيا. مجموعة الثعابين هذه ترتبط بشكل جيد من الناحية البنيوية والهيئة الشكلية وتشكل وحدة متماسكة (أي ان مجموعة الثعابين التي تنتمي لهذه المجموعة متشابهة جدا ببعضها البعض من الناحية البنيوية والشكلية). يحتوي الجنس على 12-13 نوعًا متميزًا من الناحية الشكلية عن جنس الكوبرا الحقيقية وعن العرابيد الأفريقية وفقًا لماكدويل (1987). صرح ماكدويل بأن «تنوع الأنواع هو الأكبر في إفريقيا، لكن كل من الأنواع الآسيوية Bungarus و Ophiophagus؛ يتميز بخصوصية مميزة في علم التشريح إلى حد الذي يوحي بوجود انشقاق قديم». تبين أن ثعابين غضوب متعدد الخطوط مشابهة بشكل أكبر لمجموعة العرابيد الأسترالية Laticauda وثعابين البحر (الغيدقاوات) الحقيقية مقارنة مع تشابهها مع العرابيد العديدة التي تم مقارنتها بها.

## الوصف

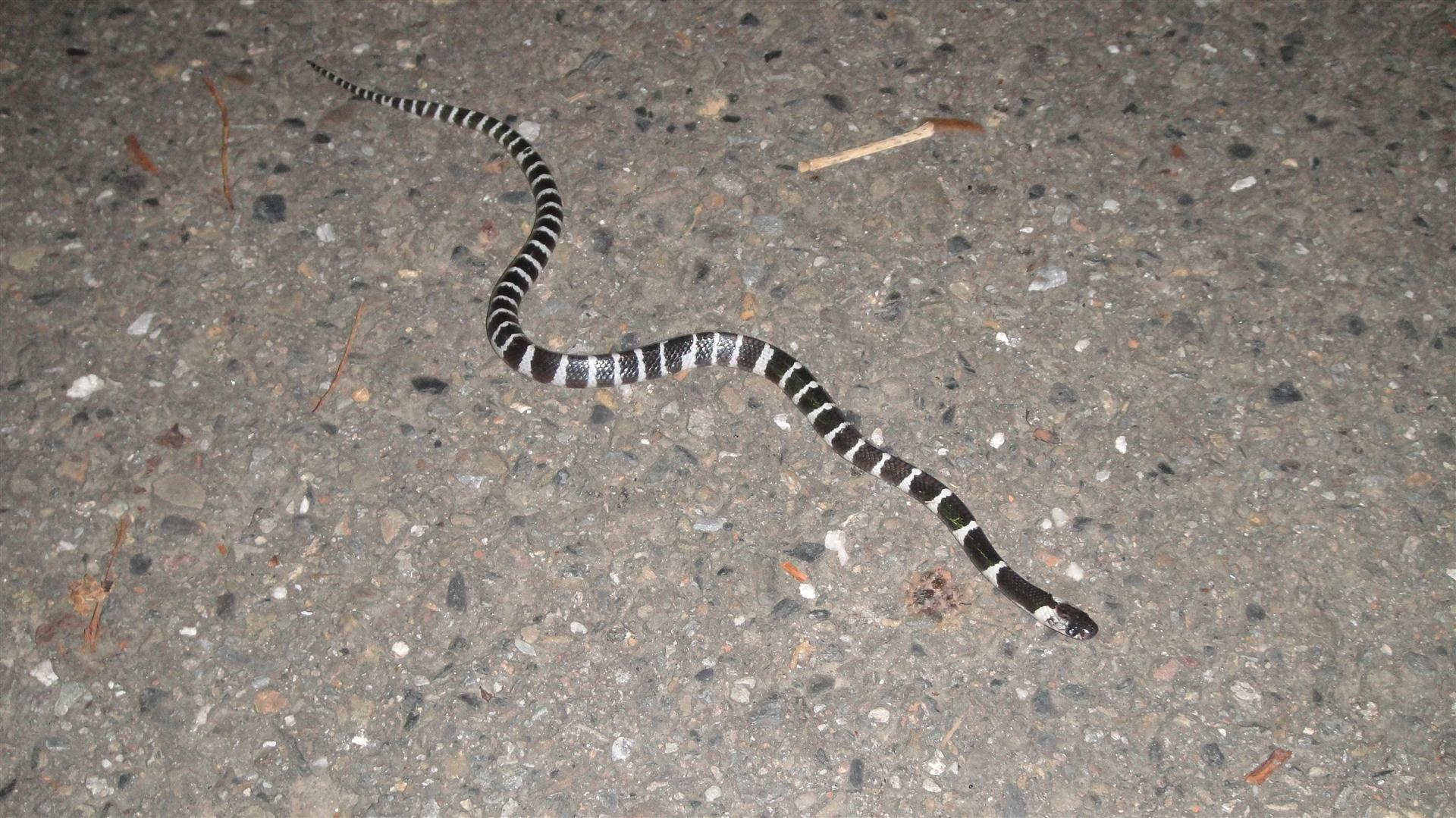
ثعبان غضوب متعدد الخطوط في تايوان

ثعبان غضوب متعدد الخطوط هو نوع من أنواع الثعابين؛ يعتبر متوسط الحجم إلى كبير الحجم، حيث يبلغ متوسط طول هذه الثعابين حوالي 1–1.5 متر (3.3–4.9 قدم) ويصل طولها إلى حد أقصاه حوالي 1.85 متر (6.1 قدم). جسمها رفيع ومتكثف على بعضه بشكل معتدل. حراشف هذه الأنواع من الثعابين ناعمة ولامعة، مع سلسلة فقرية متميزة بشكل ملحوظ. لونها هو بين اللون الأسود إلى الأسود-الزرقاوي الداكن مع تواجد حوالي ما بين 21-30 من الخطوط؛ غليظة الشكل ذات لون أبيض أو أبيض-صفراوي خفيف على طول الجزء العلوي من الجسم بأكمله. تظهر المزيد من الخطوط الغليظة في عينات ثعابين التي يكون حجم جسمها أكبر من الحجم المتوسط. يكون الذيل قصيرًا ومدببًا، وهو أيضًا أسود اللون مع تواجد ما بين حوالي 7 - 11 خطوط غليظة؛ بيضاء اللون وعرضية الشكل. بطن الثعبان هذا عادة ما يكون لونه أبيض، ولكن يمكن أن يكون لونه ضرب من اللون الأبيض أو أبيض-صفراوي خفيف. يكون الرأس أسود اللون بشكل أساسي، واسع الشكل وبيضاوي، لكنه مسطح ومتميز قليلاً عن بقية الجسم. العيون صغيرة الحجم وسوداء اللون. بؤبؤ عينيه لونه أسود، مما يجعل البؤبؤ بالكاد ملحوظ بسبب أنه يختلط باللون مع بقية العينين. هذا النوع من الثعابين لديه خياشيم كبيرة. الأنياب صغيرة الحجم وثابتة وتقع في الجزء الأمامي من الفك العلوي. صغار هذا النوع من الثعابين عادة ما يكون لديها بقع بيضاء على الجانب السفلي من رؤوسها.

### الحراشف
الحراشف الظهرية تتواجد في حوالي 15 صفًا؛ عدد الحراشف البطنية هو حوالي ما بين 200-231 في الذكور، وحوالي ما بين 198-227 في الإناث؛ الذيل قصير ويصغر بالحجم كلما توجه نحو نهايته؛ الحراشق التي تحت الذيل - تكون أحادية (غير مقسمة)، وعددها هو ما بين 43-54 في الذكور، وما بين 37-55 في الإناث.

## موائله وتوزيعه
يتواجد هذا النوع من الثعابين في جميع أنحاء تايوان (بما في ذلك أرخبيل ماتسو وكنمن)، في المناطق الوسطى والجنوبية من الصين (في مقاطعات هاينان، آنهوي، سيتشوان، قوانغدونغ، قوانغدونغ، قوانغشي، هونان، هوبى، يونان، قويتشو، جيانغشي، تشجيانغ وفوجيان)، وهونج كونج وميانمار (بورما) ولاوس وشمال فيتنام. ويمكن أيضا أن تكون موجودة في تايلاند.

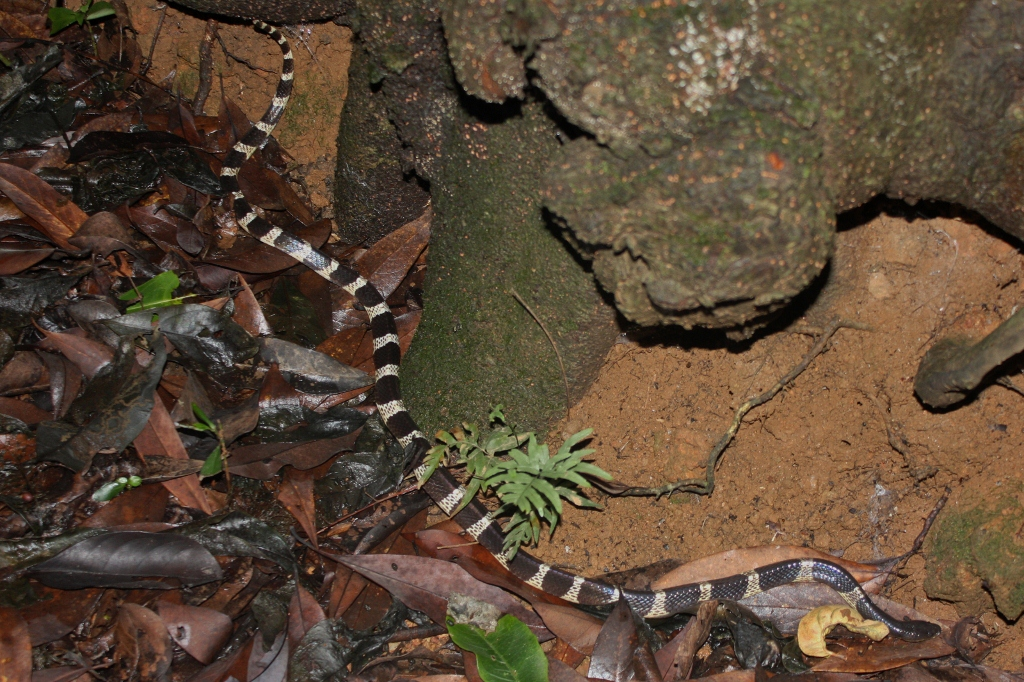
عينة من هذه الثعابين تتواجد في تاي مو شان ، هونغ كونغ

على الرغم من أنه يمكن العثور عليها في الارتفاعات التي تصل إلى حوالي 1,500 متر (4,900 قدم)؛ تتواجد هذه الثعابين بشكل أكثر شيوعًا في المناطق المنخفضة الرطبة، وغالبًا ما يتم ملاحظة تواجدها في المناطق شبه الاستوائية والمستنقعية في نطاق تواجدها ومعيشتها. كما تتواجد أيضًا في الكثير من الأحيان في المناطق التي تحوي شجيرات وفي الأراضي الخشبية والحقول الزراعية ومناطق الايكة الساحلية، وغالبًا ما تكون متواجدة بنمط مجاور للماء، مثل الأنهار والجداول وحقول الأرز والخنادق. قد تتواجد أيضًا في بعض الأحيان في القرى ومناطق الضواحي. هذا النوع من الغضوب قادر على البقاء على قيد الحياة في الموائل المتنوعة الأخرى أيضا.

## السلوك والنظام الغذائي

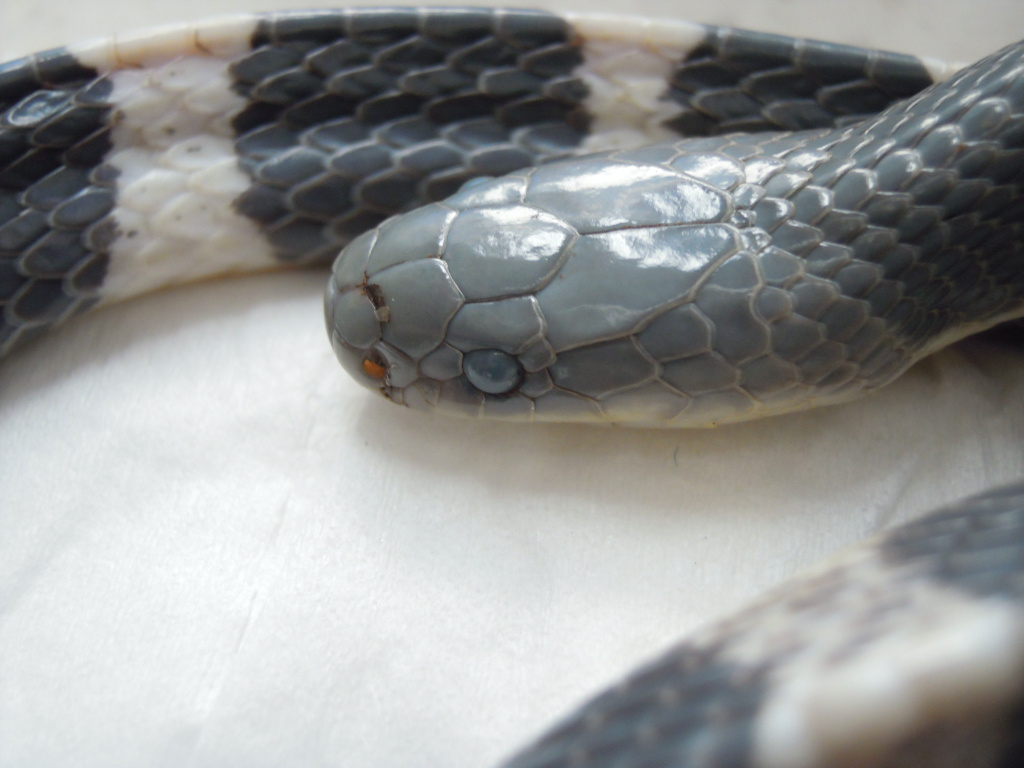
صورة مقربة للرأس وتظهر الحراشف بوضوح

ثعبان غضوب متعدد الخطوط هو مخلوق ليلي، وقد يكون أكثر دفاعية في الليل. ولكن مع ذلك، يعتبر ثعبان خجول ونوع من أنواع الثعابين التي تظهر مزاج هادئ الاعصاب. في النهار؛ يختبئ تحت الحجارة أو في الثقوب. يظهر الثعبان من شهر أبريل ويرجع للسبات في شهر نوفمبر. يعتبر هذا النوع من الثعابين نوعا الذي يظهر أكثر دفاعية من نوع ثعابين غضوب المخطط (الاسم العلمي: Bungarus fasciatus)؛ حيث يقوم بالتخبط وضرب نفسه مثل السوط كلما هنالك محاولة للتعامل معه أو للامساك به.
على عكس الأنواع الأخرى من جنس غضوب (الاسم العلمي: Bungarus) ، التي تتغذى على أنواع الافاعي الأخرى بشكل رئيسي، تتغذى ثعابين غضوب متعدد الخطوط عادة على الأسماك،  لكنها تقوم أيضًا بافتراس أنواعًا أخرى من الافاعي، ويشمل ذلك ثعابين من فصائلها. يتغذى هذا النوع أيضًا على القوارض، الانقليس والضفادع وأحيانًا على السحالي.

### التكاثر
هناك معلومات محدودة فقط عن العادات الإنجابية والتكاثرية لهذا الثعبان. مثل العديد من أنواع العرابيد، ثعبان غضوب متعدد الخطوط هو نوع من الحيوانات التي تبيض. التزاوج يحدث بين شهر أغسطس وشهر سبتمبر. تضع الإناث عادة ما بين حوالي 3-15 بيضة، مع أنه يمكن ان تضع إلى ما يصل لحوالي 20 بيضة. تضع الانثى البيض في أواخر الربيع أو أوائل الصيف، عادة حوالي اوقات شهر يونيو. يفقس البيض عادة بعد حوالي شهر ونصف من ذلك. ويبلغ طول الفراخ حوالي ما يقارب 25 سنتيمتر (9.8 بوصة).

## السم والمكونات السمية
يتألف سم ثعابين غضوب متعدد الخطوط من العديد من السموم العصبية التي تهاجم ما قبل وما بعد المشبك العصبي (السموم العصبية هذه معروفة أيضا باسم α-bungarotoxins وβ-bungarotoxins باللغة الإنجليزية، من بين العديد من الأنواع). من ناحية الوزن؛ يتكون ما يقارب حوالي نصف محتوى البروتين في السم من β-bungarotoxins.
معدل كمية السم التي تستخلص من أنواع الثعابين هذه والتي تكون محفوظة في مزارع الأفاعي هي ما بين 4.6 - 19.4 ملغ من كل لدغة. السم يعتبر شديد السمية مع قيمة LD50
```
البالغة ما بين 0.09
 
ملغ/كغ - 0.108
ملغ/كغ
[
16
]
[
17
]
 قيمة ال 
SC
 هي
 
 0.113 مغ/كغ 
عبر الوريد
 و0.08 ملغ/كغ 
عبر الغشاء المصلي البطني
 (على الفئران). استنادًا على العديد من دراسات ال 
LD
50
```

؛ تعد ثعابين غضوب متعدد الخطوط من بين الثعابين الأكثر سمية التي تعيش في البر من بين كل الثعابين في العالم.
α-Bungarotoxin مهم بالنسبة لأنسجة الأعصاب العضلية؛ من المعروف أنه يرتبط بشكل لا يمكن عكسه في مستقبلات الموصلات العصبية العضلية، ويمكن تعليمه بواسطة البروتينات الفلورية مثل البروتين الفلوري الأخضر أو صبغ rhodamine؛ tetramethylrhodamine isothiocyanate.

### الأعراض الطبية
عادة ما تكون الأعراض المحلية في الضحايا الذين تعرضوا للدغة ثعبان غضوب متعدد الخطوط ليست تورمًا خطيرًا أو ألمًا؛ بل الشعور بمجرد حكة بسيطة وتخدر. تبدأ الأعراض في أجهزة الجسم بعد ساعة إلى ست ساعات بشكل عام من التعرض للدغة هذا الثعبان. قد تشمل الأعراض تدلي الجفون الثنائي، ازدواج الرؤية، وعدم الراحة في الصدر، والألم بشكل عام، والشعور بضعف في أطراف الجسد (مثل الارجل والايدي)، وترنح، وشلل اللسان، وفقدان الصوت، وعسر البلع، ورؤية بصر نفقية (يرى المريض بشكل أنبوبي أو نفقي)، وصعوبة في التنفس. في حالة حدوث لدغة خطيرة؛ قد يسبب ذلك في حدوث كبح وتوقيف لعملية التنفس، مما يؤدي إلى الوفاة. وتم ملاحظة نقص صوديوم الدم أيضا، ولكن يعتبر حدوث ذلك أقل شيوعا.
معدل الوفيات المقدر بسبب لدغة ثعبان غضوب متعدد الخطوط التي لم يتم علاجها؛ يختلف بين الدراسات المختلفة، من حوالي 25 - 35 ٪ وحوالي 70 - 100 ٪. خلال حرب فيتنام، أشار الجنود الأمريكيون إلى أنواع ثعابين الغضوب هذه باسم - "two-step "Charlies - ومعنى ذلك هو «ثعابين تشارلي صاحب الخطوتين»، والسبب من وراء تسميتها بذلك هو اعتقادهم الخاطئ بأن سم هذه الثعابين قاتل بما فيه الكفاية ليقتل الضحية في غضون خطوتين.
استقطبت ثعابين غضوب متعدد الخطوط اهتمام العالم بعد أن قام ثعبان يانع صغير من هذا النوع من الثعابين والذي لم يكتمل البلوغ بعد، بلدغ وقتل جو سلوينسكي في تاريخ 11 سبتمبر 2001 في ميانمار. حيث توفي بعد ما يقارب 29 ساعة من تعرضه للدغة هذا الثعبان.